# Bill Stewart (musicien)
Pour les articles homonymes, voir Bill Stewart et Stewart.
William Harris « Bill » Stewart est un batteur de jazz américain, né en 1966 à Des Moines (Iowa). Stewart est un instrumentiste polyvalent qui a joué avec de nombreux musiciens, de Maceo Parker à Jim Hall. Il est également compositeur, et son jazz "postmoderne" s'exprime avec son propre groupe et dans ses accompagnements.

## Biographie
Son père étant tromboniste et professeur de musique et sa mère directrice de chœur, Bill Stewart s'intéresse très tôt à la musique. Sa première batterie lui est offerte par son père à l'âge de neuf ans. Il joue à la maison sur les disques de jazz de ses parents.
Adolescent, il joue au sein de l'orchestre des élèves de son lycée, et rencontre Dizzy Gillespie lors d'un camp d'été au Stanford Jazz Workshop en 1984. Après le lycée, il étudie la musique, le jeu en orchestre et les percussions, à l'université du Nord Iowa à Cedar Falls pendant un an. Il y suit un cours de composition du XXe siècle sur Igor Stravinsky, et apprend le piano avec lequel il écrit ses compositions.
Puis il entre à la William Paterson University (en) à Wayne dans le New Jersey, et y rencontre de nombreux musiciens de jazz de New York, où certains sont professeurs : le bassiste Rufus Reid (en) qui y dirige le département jazz, Joe Lovano, Harold Mabern, ou Dave Samuels (en) avec qui il continue l'apprentissage de la composition musicale. Il apprend la batterie avec Eliot Zigmund et Horacee Arnold. Joe Lovano l'engage dans quelques-uns de ses concerts pour remplacer Eliot Zigmund, et il commence ses premiers enregistrements avec le saxophoniste Scott Kreitzer, le pianiste Armen Donelian (en), et en 1990 en trio avec Franck Amsallem au piano et Gary Peacock à la contrebasse.
En 1989 après l'université, Bill Stewart s'installe à Brooklyn (où il réside encore). Il commence alors à acquérir une solide réputation dans les clubs de jazz de New York avec le quartet du guitariste John Scofield et en trio avec Larry Goldings au piano et Peter Bernstein (en) à la guitare.
Lors d'un concert du Larry Goldings Trio au Augie's Jazz Bar, il rencontre Maceo Parker, accessoirement saxophoniste de James Brown, qui l'engage pour l'enregistrement de Roots Revisited. Ils travaillent ensemble en 1990 et 1991 et enregistreront trois albums. Dans le groupe de Parker, Bill Stewart rencontre les stars de la funk Fred Wesley et Pee Wee Ellis. Lorsque James Brown sort de prison en 1991, la chaîne de télévision HBO organise pour lui une émission spéciale, Bill Stewart est à la batterie. James Brown lui demande : « Toi le batteur, d'où tu viens ? -De l'Iowa. -L'Iowa ? Il n'y a pas de funk là-bas ! »,.
Bill Stewart enregistre avec un grand nombre de musiciens de jazz, parmi lesquels Michael Brecker, Pat Metheny, Kevin Hays, jouant de sa batterie avec une grande maîtrise des nuances et de la mélodie.

## Discographie
Bill Stewart a enregistré trois albums en tant que leader à partir de 1989 :
- Think Before You Think, une suite de standards et de compositions personnelles avec Dave Holland à la basse, Joe Lovano au saxophone, et Marc Copland au piano.
- Snide Remarks, un album de compositions personnelles avec Eddie Henderson à la trompette, Joe Lovano, Bill Carrothers au piano et Larry Grenadier à la contrebasse. Il est classé Meilleur album de l'année par le New York Times.
- Telepathy, avec Carrothers et Grenadier, et les saxophonistes Steve Wilson (en) et Seamus Blake.

En 2005, le Bill Stewart Trio (avec Kevin Hays et Larry Goldings) enregistre Keynote Speakers. C'est un trio traditionnel orgue-guitare-batterie auquel s'ajoute un deuxième clavier, piano, Fender Rhodes ou autre. Incandescence ("4 étoiles" Jazzman) est enregistré en décembre 2006 avec la même formation.

### En tant que leader
- 1989 : Think Before You Think (Evidence)

1. Think Before You Think
2. Faces
3. Dewey Said
4. When You're Smiling
5. Goodbye
6. Processional
7. I'm Getting Sentimental over You
8. Rain
9. Deed-Lee-Yah
10. Little Niles

- 1995 : Snide Remarks (Blue Note Records)

1. Snide Remarks
2. Soul's Harbor
3. Mayberry
4. 7.5
5. Shadow of the Spire
6. Crosstalk
7. Space Acres
8. Fred and Ginger
9. 4:30 A.M.

- 1997 : Telepathy (Blue Note Records)

1. These Are They
2. Mynah
3. Happy Chickens
4. Lyra
5. Rhythm-a-Ning
6. Dwell On This
7. Calm
8. Fano
9. Little Melonae

- 2006 : Keynote Speakers (CD Baby)

1. Good Goat
2. How Long is Jazz?
3. Chorale
4. Enjoy It
5. Don't Ever Call Me Again
6. Just In Time
7. Divine's Intervention
8. Squid
9. Ballad of Kae
10. Wayne Cooler
11. Florgan
12. Haze

- 2008 : Incandescence (Pirouet Records)

1. Knock on My Door
2. Toad
3. Portals Opening
4. Opening Portals
5. See Ya
6. Four Hand Job
7. Tell a Televangelist
8. Metallurgy
9. Incandescence

### Autres formations
Avec Franck Amsallem
- 1990 : Out A Day OMD records (avec Gary Peacock à la contrebasse)
- 1993 : Regards Freelance records (avec Tim Ries aux saxophones et Scott Colley à la contrebasse)

Avec Gregg Allman
- 1989 : Allman Brothers Band: Dreams, Polydor
- 1996 : Searching for Simplicity, Sony Music
- 1997 : Win, Lose or Draw, réédition, Polygram Music
- 2001 : Laid Back, Polydor
- 2002 : No Stranger To The Dark: The Best Of Gregg Allman, Columbia Records
- 2002 : 20th Century Masters, The Millenium Collection: The Best Of Gregg Allman, Polydor

Avec Peter Bernstein (en)
- 1998 : Earth Tones, Criss Cross Jazz (en)
- 2003 : Hearts Content, Criss Cross Jazz
- 2004 : Stranger In Paradise, Venus

Avec Seamus Blake
- 1993 : Call, Criss Cross Jazz
- 2007 : Way Out Willy, Criss Cross Jazz
- 2009 : Bellwether, Criss Cross Jazz
- 2010 : Live At Small's, Smallslive

Avec Michael Brecker
- 1999 : Time Is Of The Essence, Verve Records

Avec David Prez
- 2010 : New Life, PJU Records

Avec Nick Brignola
- 2002 : Tour de force, Reservoir (City Hall)

Avec Roy Buchanan
- 1992 : Sweet Dreams: The Anthology, Polydor / Chronicles
- 2002 : 20th Century Masters, The Millenium Collection: The Best Of Roy Buchanan, Polydor
- 2005 : Rescue Me, réédition, Repertoire
- 2008 : That's What I Am Here For / Rescue Me, réédition, Beat Goes On

Avec Bill Carrothers
- 2007 : Duets With Bill Stewart, Dreyfus Jazz
- 2008 : Home Row, Pirouet Records
- 2010 : Joy Spring, Pirouet Records (Choc Jazzman)

Avec Bill Charlap et Jay Leonhart (en) (New York Trio)
- 1997 : Distant Star, Criss Cross Jazz
- 2001 : Blues in the Night, Venus
- 2002 : The Things We Did Last Summer, Venus
- 2003 : Love You Madly', Venus
- 2005 : Beguin the Beguine, Venus
- 2005 : Stairway to the stars, Venus
- 2006 : Thou Swell, Blue Note Records
- 2007 : Always, Venus
- 2009 : Stardust, Venus

Avec Scott Colley
- 1998 : Subliminal, Criss Cross Jazz
- 2002 : Initial Wisdom, Palmetto

Avec George Colligan (en)
- 2005 : Past Present Future, Criss Cross Jazz

Avec Marc Copland
- 2006 : New York Recordings Vol. 1: Modinha, Pirouet Records (4 étoiles Jazzman, Disque d'émoi Jazz Magazine)
- 2009 : New York Recordings Vol. 3: Night Whispers, Pirouet Records (4 étoiles Jazzman, Disque d'émoi Jazz Magazine)

Avec Lea DeLaria
- 2005 : Double Standards, Telarc

Avec Chris Minh Doky
- 2008 : A Jazz Life: The Very best Of, EMI

Avec Dave Gallaher
- 1996 : Microwave Dave & The Nukes: Goodnight, Dear, Blues Works

Avec George Garzone (en)
- 1996 : Four's and Two's, NYC Music

Avec Larry Goldings
- 1999 : Moonbird, Palmetto
- 2001 : As One, Palmetto
- 2002 : Sweet Science, Palmetto

Avec Jon Gordon
- 1992 : The Jon Gordon Quartet, Chiaroscuro
- 1998 : Currents, Double-Time
- 2000 : Possibilities, Double-Time

Avec Wycliffe Gordon (en)
- 2002 : United Soul Experience, Criss Cross Jazz
- 2003 : Dig This!!, Criss Cross Jazz

Avec Don Grolnick
- 2009 : Nighttown, Blue Note Records

Avec Harald Haerter
- 2007 : Cosmic, TCB

Avec Tim Hagans
- 2006 : Beautiful Lily, Pirouet Records

Avec Tim Hardin
- 2003 : Bird On A Wire, Sony Music

Avec Kevin Hays
- 1998 : El Matador, Evidence
- 2004 : Sangha Quartet - Fear Of Roaming, Fresh Sound New Talent
- 2010 : Kevin Hays Trio: Live At Small's, Smallslive

Avec Fred Jacobs
- 1993 Time Change, M/Art Music

Avec Doug Kershaw
- 2005 : Flip, Flop & Fly, réédition, Collectables

Avec David Kikoski (en)
- 2004 : Details, Criss Cross Jazz

Avec Jonathan Kreisberg
- 2004 : Nine Stories Wide, Criss Cross Jazz

Avec Steve Kuhn
- 2003 : Love Walked In, Sunnyside Records

Avec Joe Lovano
- 1990 : Landmarks, Blue Note Records

Avec Lage Lund
- 2010 : Unlikely Stories, Criss Cross Jazz

Avec Pat Metheny
- 1994 : I Can See Your House From Here, Blue Note Records
- 2000 : Trio 99 → 00, Warner Jazz
- 2000 : Trio → Live, Warner Jazz

Avec Maceo Parker
- 1990 : Roots Revisited, Verve Records
- 1991 : Mo' Roots, Verve Records

Avec John Patitucci
- 1998 : Now, Concord Records

Avec Chris Potter
- 2002 : Traveling Mercies, Verve Records
- 2004 : Live At The Village Vanguard, Sunnyside Records

Avec Adam Rogers (en)
- 2007 : Time And The Infinite, Criss Cross Jazz

Avec Thomas Savy
- 2010 : French Suite, Plus Loin Music (ffff Télérama)

Avec John Scofield
- 1991 : Meant To Be, Blue Note Records
- 1993 : What We Do, Blue Note Records
- 1993 : Hand Jive
- 1994 : I Can See Your House From Here (avec Pat Metheny), Blue Note Records
- 1996 : The Best Of John Scofield, Blue Note Records
- 1996 : Quiet
- 2000 : Steady Groovin', The Blue Note Groove Sides, Blue Note Records
- 2007 : This Meets That, EmArcy Records

Avec Lavay Smith (en)
- 1996 : Lavay Smith & Her Red Hot Skillet Lickers: One Hour Mama, Fat Note Records

Avec Martial Solal
- 2003 : NY-1: Live at the Village Vanguard, Blue Note

Avec Mark Soskin
- 2007 : One Hopeful Day, Kind of Blue
- 2009 : Man Behind The Curtain, Kind of Blue

Avec Curtis Stigers
- 2001 : Baby Plays Around, Concord Jazz

Avec Livingston Taylor (en)
- 1998 : Carolina Day: The Livingston Taylor Collection (1970-1980), Razor & Tie

Avec Walt Weiskopf
- 1993 : World Away, Criss Cross Jazz

Avec Patrick Zimmerli
- 2004 : Expansion, Songlines

## Équipement
Kit actuel : GRETSCH
- 6×14 Caisse claire Ludwig en bronze
- 8×12 tom
- 14×14 tom
- 14×18 grosse caisse

Cymbales : ZILDJIAN
- 22" K CUSTOM DRY COMPLEX RIDE, THIN
- 20" K CRASH RIDE